# Américo Canas
Américo Canas Martínez (Ceuta, 12 de enero de 1934 − Málaga, 7 de abril de 2014) fue un futbolista español que se desempeñaba como guardameta.

## Clubes
| Club                | País   | Año         |
| ------------------- | ------ | ----------- |
| Unión África Ceutí  | España | 1945 - 1952 |
| Motril CF           | España | 1952 - 1955 |
| Real Betis Balompié | España | 1955 - 1958 |
| CD Málaga           | España | 1958 - 1970 |
| Unión África Ceutí  | España | 1970 - 1971 |